# 茨城県道203号荒川沖阿見線

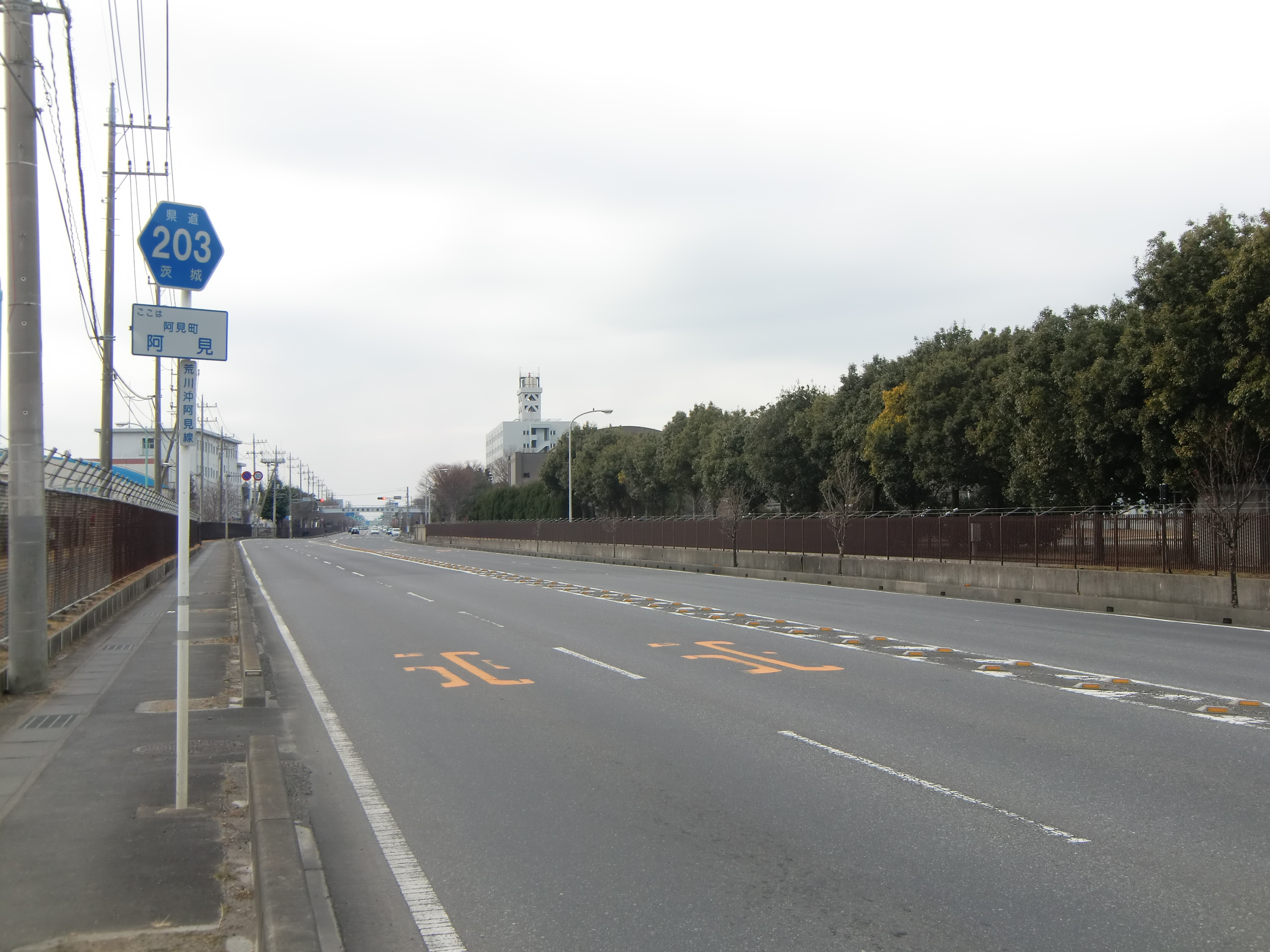
阿見町阿見（2012年2月撮影）。道両側は陸上自衛隊霞ケ浦駐屯地。

茨城県道203号荒川沖阿見線（いばらきけんどう203ごう あらかわおきあみせん）は、茨城県土浦市荒川沖東から稲敷郡阿見町に至る一般県道である。

## 概要
- 起点：茨城県土浦市荒川沖東2丁目（荒川沖駅東口）
- 終点：茨城県稲敷郡阿見町大字阿見（茨城県道34号竜ヶ崎阿見線・茨城県道231号稲敷阿見線交点〈霞台交差点〉）
- 総延長：4.699 km[1]
- 重用延長：0.464 km[1]
- 未供用延長：なし[1]
- 実延長：4.235 km[1]
- 自動車交通不能区間延長[注釈 1]：なし[1]

## 歴史
1959年（昭和34年）10月14日、新たな県道として土浦市荒川沖町を起点とし、稲敷郡阿見町を終点とする区間を本路線とする県道荒川沖阿見線として茨城県が県道路線認定した。
1995年（平成7年）に整理番号203となり現在に至る。

### 年表
- 1959年（昭和34年）10月14日
  - 路線認定（図面対照番号212）[2]。
  - 道路の区域は、土浦市荒川沖町の県道谷田部江戸崎線分岐から稲敷郡阿見町大字廻戸の二級国道佐原熊谷線（現・国道125号）交点までと決定された[3]。
- 1987年（昭和62年）10月15日：稲敷郡阿見町大字荒川沖 - 同町大字阿見の現道を、都市計画街路事業により4車線化拡幅する道路区域決定[4]。
- 1992年（平成4年）7月20日：稲敷郡阿見町大字阿見地内（西郷交差点 - 霞台交差点）の旧道（2.345 km）が指定解除により町道に降格[5][6]。
- 1995年（平成7年）3月30日：整理番号269から現在の番号（整理番号203）に変更される[7]。
- 2000年（平成12年）4月1日：稲敷郡阿見町大字荒川沖 - 同町大字阿見の区間が、通行する車両の最大重量限度25トンの道路に指定される[8]。
- 2004年（平成16年）3月22日：稲敷郡阿見町大字荒川沖 - 同町大字阿見の区間が、通行する車両の高さの最高限度4.1 mの道路に指定される[9]。

## 路線状況
道路法の規定に基づき、稲敷郡阿見町阿見（阿見住吉交差点） - 同（阿見西郷バイパス交差点）間は、緊急輸送道路として機能を維持するため、災害発生時の被害拡大防止を目的に道路用地内に電柱を建てることが制限されている。

## 地理

### 通過する自治体
- 茨城県
  - 土浦市 - 稲敷郡阿見町 - 土浦市 - 稲敷郡阿見町

### 交差する道路
- 茨城県道25号土浦稲敷線
- 茨城県道48号土浦竜ヶ崎線
- 国道125号

### 沿線
- JR常磐線 荒川沖駅（土浦市荒川沖東2丁目）
- 陸上自衛隊霞ヶ浦駐屯地（土浦市右籾）
- マイアミショッピングセンター（阿見町阿見）